# Eliane Karp
Eliane Chantal Karp Fernenbug (París, 24 de septiembre de 1953) es una científica y antropóloga belga de ascendencia judía que fue primera dama del Perú de 2001 a 2006 por ser la esposa del presidente Alejandro Toledo.
En el ámbito académico, ha sido profesora del Centro de Estudios Avanzados para las Ciencias del Comportamiento de la Universidad de Stanford, del Instituto de Iberoamérica de la Universidad de Salamanca y de la Universidad George Washington. Actualmente se desempeña como profesora en el Departamento de Ciencias Antropológicas de la Universidad de Stanford.

## Biografía
Su padre, Charles Karp, nació en Polonia y su madre, Eva Fernenbug, en Bélgica. Su padre, judío, escapó de la Gestapo y fue miembro de la Resistencia francesa durante la Segunda Guerra Mundial.
Karp finalizó su educación secundaria en el Lycée Français de Bruselas (1971) y obtuvo un bachillerato en Antropología en la Universidad Hebrea de Jerusalén, en la cual se especializó en Estudios latinoamericanos. Después viajó a los Estados Unidos donde obtuvo un máster en Antropología y además realizó estudios doctorales en Antropología la Universidad de Stanford.
Karp ha seguido estudios sobre comunidades indígenas en la Universidad Nacional Autónoma de México; así como también ha realizado estudios en antropología y desarrollo económico en la Pontificia Universidad Católica del Perú.
En 1980, empezó a trabajar para organizaciones como OEA, UNICEF y PNUD donde realizó estudios medición de impacto de proyectos de Desarrollo sobre las poblaciones indígenas. Dos años después, inició su labor en la Agencia para el Desarrollo Internacional USAID con sede en Lima, en donde fue consultora hasta 1987.
Desde noviembre de 1987, trabajó en el Banco Mundial en la sede de Washington como funcionaria de Proyectos para las regiones de Latinoamérica y África hasta 1992, año en que se trasladó a Luxemburgo para trabajar en el Banco Europeo de Inversiones como funcionaria encargada del Medio Oriente.
Vivió en Cajamarca, desde septiembre de 1995 hasta marzo de 1997, en donde fue Gerente de la División Internacional del Banco Leumi.
Regresó a Lima en 1997, para trabajar en el Banco Sudameris como Gerente de Negocios Agroindustriales.
Ha ejercido la docencia en distintas casas de estudio, como la Universidad de Stanford, Universidad de Salamanca y George Washington University.
Karp habla más de nueve idiomas, entre los cuales están francés, inglés, hebreo, español, flamenco, quechua, portugués.

### Matrimonio con Alejandro Toledo
En la Universidad de Stanford, conoció y se casó con Alejandro Toledo el 20 de enero de 1979, en Sunnyvale, California, EE. UU., la pareja se separó en 1988 y divorció en 1992; años después se volvieron a casar. Tienen entre ambos una hija llamada Chantal.

## Actividad política
En las campañas electorales de 2000 y 2001, Karp realizó un intenso proselitismo político a favor de Toledo, realizando propagandas incluso en quechua, las cuales, según los analistas, ayudaron a la campaña electoral de Toledo. 
En un mitin en la ciudad de Huaraz, Karp dijo que los apus (montañas a las cuales los incas adoraban) habían hablado y que la elección de Toledo como presidente iba a romper con una maldición de quinientos años. Sus opositores y analistas consideraron un abuso a las tradiciones indígenas esta acción.
En las elecciones de 2011, en donde Toledo postuló como candidato a la presidencia, la participación de Karp fue mínima, entre otros motivos, por recomendación de los asesores de Toledo y opinión de varios miembros de Perú Posible como Carlos Bruce.

### Primera Dama del Perú (2001-2006)
Cuando se convirtió en la primera dama del Perú, prometió reorganizar la élite de Lima. Se caracterizó por enfrentamientos constantes con la prensa, y por fuertes declaraciones contra la prensa, los partidos políticos y otros sectores de la sociedad.
En el 2002, fue criticada debido a que tenía una posición de consultora en el Banco Wiese Sudameris, lo que se ponderaba como incompatible con su desempeño como primera dama de la Nación, por lo que fue obligada a renunciar a dicha posición de consultora el 15 de agosto de 2002.
En mayo de 2002, Karp culminó los trámites para adquirir la nacionalidad peruana y en septiembre del mismo año se realizó una ceremonia simbólica en Chinchero, Cuzco en la cual Karp recibió los documentos de naturalización.
En octubre de 2002, Karp recibió el Premio Bartolomé de las Casas de la Secretaría de Estado de Cooperación Internacional de España, el jurado concedió el premio a la primera dama por su trayectoria decidida para la defensa y el reconocimiento de los derechos de los pueblos indígenas de Perú. Karp viajó a Madrid en abril de 2003 para recibir el premio por parte del Príncipe de Asturias, don Felipe de Borbón.
El 21 de febrero del 2005, dio un discurso en la Universidad George Washington, defendiendo la política que se llevó a cabo hacia la hoja de coca en la administración de su esposo. Señaló su largo uso tradicional en la cultura indígena, y que la hoja de coca nunca podría ser completamente erradicada debido a que, en los últimos años, los narcotraficantes pagan un alto precio para que sea cultivada.
Durante su gestión, impulsó y llevó exposiciones de piezas incaicas peruanas en distintos museos del mundo como el Petit Palais de París, el Museo nacional de China de Pekín, el MARQ de Alicante, el Museo Metropolitano de Arte en Nueva York y la sede de la National Geographic de Washington D. C..
Junto a la primera dama de México, Martha Sahagún y a la de Estados Unidos, Laura Bush, promovió la muestra Divina y Humana, que buscó resaltar el papel de la mujer en los planos social, político y religioso de las civilizaciones prehispánicas. La exposición se dio en la Estación Cultural Desamparados del Centro de Lima, en el Museo Nacional de Antropología de México y en el Museo Nacional de Mujeres Artistas en Washington D. C..

### CONAPA
Poco después del inicio del gobierno, Toledo creó la Comisión Nacional de Pueblos Andinos, Amazónicos y Afroperuanos (Conapa), el 5 de octubre de 2001, como un organismo gubernamental que, según sus propios estatutos, debería propiciar el desarrollo y la integración de los pueblos en extrema pobreza, en esta comisión, Karp se desempeñó como presidenta honoraria. La agencia tuvo la intención de establecer una agenda de desarrollo para las comunidades indígenas, proporcionar una representación de los intereses indígenas en el gobierno, y abrir el camino para rescatar la multiculturalidad y hacer reformas constitucionales. Según Karp, CONAPA se creó con el objetivo de ser "mesa de diálogo y prevención de conflictos con representación paritaria de representantes indígenas y delegados de todos los ministerios."
Algunos críticos vieron la propia creación de la Comisión como un paso atrás para los indígenas peruanos, teniendo en cuenta su liderazgo por una persona sin un lugar oficial en el gobierno en lugar de una cabeza de Ministerio. La comisión también absorbió la antigua SETAI (Oficina de Asuntos Indígenas). Karp renunció a la CONAPA, que fue reestructurado posteriormente como INDEPA, un instituto nacional en lugar de una comisión.

### Piezas de Machu Picchu
Durante la presidencia de Toledo, Karp participó en las negociaciones con la Universidad de Yale para la devolución de más de 350 artefactos indígenas. Las piezas del museo fueron excavadas en Machu Picchu alrededor de 1915 y enviado a Yale por un préstamo de doce meses. Sobre este asunto el Perú contó con el apoyo de la National Geographic Society y el senador estadounidense Christopher Dodd de Connecticut; pese a ello las negociaciones se estancaron cuando la universidad se negó a reconocer al Perú como los únicos dueños de los artefactos, pero se reanudó bajo la presidencia de Alan García.
En un artículo publicada en el diario The New York Times, Karp criticó la demora de la Universidad de Yale para entregar las piezas de Machu Picchu.

## Agenda social e indigenista
Karp ha mantenido durante años una posición respecto de la promoción de la inclusión social e igualdad con los pueblos indígenas. De igual forma, ha denunciado lo que denomina como un “problema de racismo y de sectarismo” que sigue vigente entre las clases pudientes del Perú, exigiendo la creación de un ente estatal para combatir la discriminación social.
Recientemente, en el marco de la conferencia "Derechos Humanos de los Pueblos Indígenas", organizada por la Universidad Stanford, Karp hizo un llamado a debatir la situación de las comunidades indígenas del Perú, criticando la falta de consideración oficial para con las mismas, en lo que ha llamado el "fracaso de la reglamentación de la Ley de Consulta Previa y la obvia manipulación de una institución (Indepa) que debía servir para articular nuestros puntos de vista y formas de concebir el desarrollo". En ese respecto, Karp cuestionó la actitud de la administración del Presidente Ollanta Humala.

## Caso Lava Jato y Orden de Captura
El 20 de marzo de 2017 la fiscal privisonal, Manuela Villar solicitó la prisión preventiva para su esposo, Alejandro Toledo, para Eliane Karp, el empresario Josef Maiman y el exjefe de seguridad presidencial Avraham Dan On. El juez Mario Guerra Bonifacio, que por entonces estaba a cargo del 16 Juzgado Penal de Lima, acogió el pedidos del fiscal y dictó prisión preventiva por 18 meses para todos los inculpados, así como orden de captura nacional e internacional.
El coordinador del Equipo Especial Lava Jato, Rafael Vela, informó que el pedido de extradición de la ex primera dama, Eliane Karp, fue aprobado en primera instancia en el proceso penal por el caso Ecoteva. Vela Barba sostuvo que el Equipo Especial Lava Jato está tratando de avanzar lo máximo posible en las investigaciones a su cargo, pero advirtió que muchas veces las defensas legales de los imputados tienen un comportamiento “lindante con la conducta procesal maliciosa”. 
Indicó, finalmente, que esa situación es plausible en la investigación al expresidente Ollanta Humala, en la cual, afirmó, la Fiscalía estaba en la oportunidad de acusarlo desde el año pasado, pero que las recusaciones y otros mecanismos procesales presentadas por su defensa legal lo impidieron.
En 2023, después de que Toledo fuera extradita al Perú, Eliane Karp recuperó su pasaporte por orden del juez del Norte de California, Thomas S. Hixson, el mismo que también dictaminó que se le devolviera la fianza que pagó junto a algunos colaboradores para lograr la libertad condicional de su esposo en 2019. Se trata de un millón de dólares cuya mitad se abonó en efectivo y la otra con el aseguramiento de inmuebles. La ex primera dama recibió 175.000 dólares más los intereses generados y decidió abandonar Estados Unidos para irse a Israel donde el Perú no tiene convenios de cooperación de extradición, por lo que la justicia peruana esta intentando negociar con las autoridades israelíes la detención de la ex primera dama.

## Reconocimientos
- 2011: Profesora Honoraria en la Universidad San Antonio de Cuzco, Perú.
- 2011: Premio Mérito a la Labor “D. Emilio Castelar 2011"
- 2003: Orden del Quinto sol (Fondo para el Desarrollo de los Pueblos Indígenas de América Latina y del Caribe).
- 2002: Premio Bartolomé de las Casas España.
- 2001: Dama gran cruz de la Orden de Isabel la Católica España.[22]

### Doctoradoshonoris causa
- 2011: Doctorado honoris causa de la Universidad Nacional Mayor de San Marcos: “En mérito a sus cualidades científicas y académicas, así como por su valioso aporte en la promoción y conservación del patrimonio cultural de los pueblos del Perú.”[23]
- 2011: Doctorado honoris causa de la Universidad Inca Garcilaso de la Vega: “por su excelente labor y trayectoria personal, profesional y académica.”[24]

## Publicaciones
Libros
- Karp de Toledo, Eliane: “El Perú invisible”. 2015.

- Karp de Toledo, Eliane: “Los pueblos indígenas en la agenda democrática”. Estudios de caso de Bolivia, Ecuador, México y Perú - Libro publicado por la Corporación Andina de Fomento, 2006. (Ver más)

- Karp de Toledo, Eliane: “Allin Kausaynapaq, Interculturalidad y participación: Para vivir mejor con nosotros mismos”. Despacho de la Primera Dama de la Nación. Lima, 22 de mayo de 2006. (Ver más)

- Karp de Toledo, Eliane: “La Diversidad Cultural y los ciudadanos del Sol y La Luna – Propuestas para la inclusión social y el desarrollo con identidad de los pueblos originarios del Perú”. Despacho de la Primera Dama de la Nación. Lima, 30 de noviembre de 2004.

- Karp de Toledo, Eliane y Lema Tucker, Linda (editoras): "El Tema Indígena en Debate. Aportes para la Reforma Constitucional", presentado en el Congreso de la República del Perú. Despacho de la Primera Dama de la Nación. Lima, abril de 2003.

- Karp de Toledo, Eliane: “Hacia una nueva Nación, Kay Pachamanta”. Despacho de la Primera Dama de la Nación. Lima, julio de 2002. Segunda edición, octubre de 2002. Tercera Edición, junio de 2003. (Ver más)

Revistas y catálogos
- 9 revistas “Concertando para el cambio”, editadas y preparadas por el Despacho de la Primera Dama desde el año 2001, bajo la dirección de Eliane Karp de Toledo.

- 3 catálogos publicados por el Ministerio de Educación (2001-2006), alusivos a las 3 muestras presentadas en la Estación Cultural Desamparados.

- 2 catálogos publicados por la Fundación Telefónica del Perú (2001-2006), alusivos a la revalorización de sitios arqueológicos y a una muestra en la Estación Cultural Desamparados.

- 1 catálogo publicado por el Fondo Contravalor Perú – Francia, en el libro “Choquequirao: El Misterio de las Llamas del Sol y el Culto a los Apus”.

- Catálogos publicados por el Despacho de la Primera Dama, alusivos a la diversidad étnica y cultural del Perú.

- Prólogo del catálogo publicado por AFP Integra, como homenaje póstumo al fotógrafo Renzo Ucelli.